# V d'Àries
V d'Àries (V Arietis) és un estel variable ala constel·lació d'Àries. S'hi troba a una imprecisa distància de 2.250 anys llum del sistema solar.
V d'Àries és una estrella de carboni de tipus espectral C-H3.5. Als estels de carboni, al contrari que en el Sol, l'abundància de carboni és major que la d'oxigen. V Arietis és, a més, un estel CH, considerats estels de Població II pobres en metalls. De fet, V d'Àries té una metal·licitat extraordinàriament baixa, igual al 0,3% de la que té el Sol. Així mateix, és considerat un estel ric en elements de procés S. No obstant això, a diferència d'altres estels semblants que presenten un elevat contingut de plom —producte final en el procés S— l'abundància relativa d'aquest metall és un ordre de magnitud inferior del que caldria esperar ([Pb/Fe] = +1,20 ± 0,2).
Considerada una variable semiregular SRC, la seva lluentor varia entre magnitud aparent +8,45 i +8,90 en un període de 58,7 dies. La seva temperatura efectiva s'estima en 4.100 K i la seva lluminositat bolomètrica és gairebé 2.000 vegades superior a la del Sol. La mesura del seu diàmetre angular, 3,50 mil·lisegons d'arc, condueix a un diàmetre real 340 vegades més gran que el del Sol, valor només aproximat donada la incertesa en la distància a la qual s'hi troba.